# 4-HO-DiPT
4-Hidroksi-di-izopropil-triptamin (4-HO-DiPT) je sintetički hallucinogen. On je blizak strukturni analog psilocina i klasifikuje se kao triptaminski derivat.

## Dejstvo
Dejstvo 4-HO-DiPT je slično dejstvu drugih serotonergijskih psihodelika, poput LSD i psilocibina, ali je relativno kratkotrajno. 4-HO-DiPT je oralno aktivan pri dozama od 15-20 mg, i njegovo dejstvo traje 2-3 sata.

## Spoljašnje veze
- Erowid 4-HO-DIPT Vault
- 4-HO-DIPT entry in TiHKAL • info